# Šutna, Kranj
Šutna este o localitate din comuna Kranj, Slovenia, cu o populație de 420 de locuitori.